# Costus arabicus
Costus arabicus là một loài thực vật có hoa trong họ Costaceae. Loài này được L. mô tả khoa học đầu tiên năm 1753.